# Cancer Man
«Cancer Man» es el cuarto episodio de la primera temporada de la serie de televisión estadounidense de drama Breaking Bad. Escrito por Vince Gilligan y dirigido por Jim McKay, se emitió en AMC en los Estados Unidos y Canadá el 17 de febrero de 2008.

## Trama
Hank y su equipo de la DEA tienen una reunión sobre la desaparición de Emilio y Krazy-8, el último de los cuales se revela que fue su informante. Hank también informa sobre su descubrimiento de metanfetamina pura al 99.1%. Aunque la DEA no tenía pistas, Hank cree que el producto es lo suficientemente bueno como para convertir a alguien en el nuevo capo de la metanfetamina de Albuquerque. Mientras tanto, Walt les cuenta a Hank, Marie y Walt Jr. sobre su cáncer; a Skyler ya se lo dijo. Jesse fuma la metanfetamina de Walt con dos amigos y huye de su casa a la mañana siguiente cuando alucina que dos evangelistas religiosos en su puerta son ciclistas armados.
Skyler hace una cita con uno de los mejores oncólogos del país, a pesar de que la familia no puede permitírselo. Walt dice que sacará el dinero de su pensión, pero en realidad usa parte del dinero tomado de Krazy-8 que le ofreció en el desierto, que mantiene escondido en un conducto de aire acondicionado en su casa. Walt Jr. regaña a su padre por actuar tan extraño y despreocupado sobre su cáncer. Cuando Walt va a su cooperativa de crédito para poner el efectivo en un cheque de caja, su lugar de estacionamiento es robado por un hombre rico y desagradable llamado Ken. Ken molesta a Walt y al resto de los clientes con su fuerte conversación telefónica.
Jesse termina huyendo a la casa de sus ricos padres, donde duerme todo un día. Intenta vincularse con su hermano pequeño, Jake. Esa noche, Jesse recibe una llamada de uno de los amigos que fumaron la metanfetamina de Walt, quien dice que conoce a muchas personas de la clase alta que buscan conseguir drogas y están dispuestos a pagar mucho dinero por la metanfetamina de alta calidad que cocinó. Al día siguiente, Jesse visita a Walt para «tocar base», pero echa a Jesse. Jesse le da bruscamente a Walt su mitad de las ganancias de metanfetamina: 4000 dólares. El oncólogo le dice a Walt que el cáncer se ha propagado a sus ganglios linfáticos, pero existe la posibilidad de que todavía se pueda tratar con quimioterapia.
En casa, Walt expresa sus dudas sobre la quimioterapia, ya que costará 90 000 dólares y si aún muere, dejará a su familia con toda la deuda. Walt Jr. amonesta a su padre, diciendo que debería morir si se va a rendir tan fácilmente. En la residencia Pinkman, una ama de llaves encuentra un porro en la habitación de Jesse, lo que provoca que sus padres lo echen. Resulta que el porro pertenecía a Jake, quien agradece a Jesse por inculparse por él. Mientras Jesse espera su transporte después de que sus padres lo echan por la marihuana, Jake sale pidiendo su porro, que Jesse arroja y pisa fuerte en el suelo. Walt sufre un ataque de tos mientras conduce y tose sangre. Cuando llega a una estación de servicio, se da cuenta de que Ken se detiene. Cuando Ken deja su auto desatendido, un Walt enojado toma una escobilla de goma, abre el capó de Ken y corta la batería del auto con él. Posteriormente, el motor se sobrecalienta y el automóvil explota cuando Walt regresa a su automóvil. Luego se aleja tranquilamente, dejando a un Ken exasperado.

## Producción
El episodio fue escrito por Vince Gilligan y dirigido por Jim McKay; se emitió por AMC en Estados Unidos y Canadá el 17 de febrero de 2008.

## Recepción de la crítica
El episodio recibió críticas en su mayoría positivas. Seth Amitin de IGN le dio al episodio una calificación de 8.6 de 10 comentando: «Esto parecía un episodio ordinario, pero sucedió una gran cantidad de trama subversiva y desarrollo de personajes y si has estado viendo los episodios anteriores, probablemente sepas por qué este episodio fue tan bueno. Hay mucho que extrapolar». Donna Bowman de The A.V. Club le dio al episodio una B-, diciendo: «Este episodio no tiene el factor sorpresa que la serie ha tenido hasta ahora, se trata de colocar las piezas en su lugar para una estrategia a largo plazo».

## Significado del título
El título «Cancer Man» es una referencia al personaje de The X-Files, El fumador, a quien Mulder llamó por primera vez Cancer Man (Hombre Cáncer). Vince Gilligan fue anteriormente escritor y productor de esa serie.